# NGC 548
NGC 548 ist eine elliptische Galaxie vom Hubble-Typ E4 im Sternbild Walfisch südlich des Himmelsäquators. Sie ist schätzungsweise 244 Millionen Lichtjahre von der Milchstraße entfernt und hat einen Durchmesser von etwa 55.000 Lj.
Im selben Himmelsareal befinden sich u. a. die Galaxien NGC 541, NGC 543, NGC 545, NGC 547.
Das Objekt wurde am 2. November 1867 von dem US-amerikanischen Astronomen George Mary Searle entdeckt.